# Encyclia microtos
Encyclia microtos är en orkidéart som först beskrevs av Heinrich Gustav Reichenbach, och fick sitt nu gällande namn av Frederico Carlos Hoehne. Encyclia microtos ingår i släktet Encyclia och familjen orkidéer. Inga underarter finns listade i Catalogue of Life.